# Yang Seung-chan
Yang Seung-chan (kor. 양승찬, ur. 2 lutego 2007) – południowokoreański skoczek narciarski. Uczestnik mistrzostw świata juniorów (2024) i igrzysk olimpijskich młodzieży (2024), medalista mistrzostw kraju.
W lipcu 2017 zajął 25. miejsce indywidualnie oraz 7. w mikście na nieoficjalnych letnich mistrzostwach świata dzieci w Ruhpolding. W sierpniu 2022 zadebiutował w FIS Cupie, zajmując 53. i 51. lokatę we Frenštácie. Wystartował na Zimowych Igrzyskach Olimpijskich Młodzieży 2024, na których zajął 21. miejsce, a także na Mistrzostwach Świata Juniorów 2024, gdzie był 52. indywidualnie.
Zdobył brązowy medal Letnich Mistrzostw Korei Południowej 2022 na skoczni normalnej w Pjongczangu.

## Mistrzostwa świata juniorów

### Indywidualnie
| 2024 Planica | – | 52. miejsce |

### Starty Yanga Seung-chana na mistrzostwach świata juniorów – szczegółowo
| Miejsce | Dzień    | Rok  | Miejscowość | Skocznia           | Punkt K | HS     | Konkurs  | Skok 1 | Skok 2 | Nota     | Strata    | Zwycięzca        |
| ------- | -------- | ---- | ----------- | ------------------ | ------- | ------ | -------- | ------ | ------ | -------- | --------- | ---------------- |
| 52.     | 8 lutego | 2024 | Planica     | Srednja skakalnica | K-95    | HS-102 | indywid. | 81,0 m | –      | 86,2 pkt | 180,5 pkt | Stephan Embacher |

## Igrzyska olimpijskie młodzieży

### Indywidualnie
| 2024 Gangwon/Pjongczang | – | 21. miejsce |

### Starty Yanga Seung-chana na igrzyskach olimpijskich młodzieży – szczegółowo
| Miejsce | Dzień       | Rok  | Miejscowość | Skocznia              | Punkt K | HS     | Konkurs  | Skok 1 | Skok 2 | Nota      | Strata   | Zwycięzca       |
| ------- | ----------- | ---- | ----------- | --------------------- | ------- | ------ | -------- | ------ | ------ | --------- | -------- | --------------- |
| 21.     | 20 stycznia | 2024 | Pjongczang  | Alpensia Jumping Park | K-98    | HS-109 | indywid. | 87,5 m | 87,0 m | 144,6 pkt | 69,4 pkt | Ilja Miziernych |

## FIS Cup

### Miejsca w poszczególnych konkursach FIS Cupu
stan po zakończeniu sezonu 2024/2025
| Źródło                                                                        | Źródło             | Źródło           | Źródło           | Źródło           | Źródło           | Źródło      | Źródło      | Źródło           | Źródło           | Źródło           | Źródło           | Źródło        | Źródło        | Źródło        | Źródło           | Źródło        | Źródło        | Źródło         | Źródło         | Źródło        | Źródło        | Źródło         | Źródło         | Źródło        | Źródło        | Źródło         | Źródło         | Źródło | Źródło | Źródło | Źródło | Źródło | Źródło | Źródło | Źródło | Źródło | Źródło | Źródło | Źródło |
| ----------------------------------------------------------------------------- | ------------------ | ---------------- | ---------------- | ---------------- | ---------------- | ----------- | ----------- | ---------------- | ---------------- | ---------------- | ---------------- | ------------- | ------------- | ------------- | ---------------- | ------------- | ------------- | -------------- | -------------- | ------------- | ------------- | -------------- | -------------- | ------------- | ------------- | -------------- | -------------- | ------ | ------ | ------ | ------ | ------ | ------ | ------ | ------ | ------ | ------ | ------ | ------ |
| Sezon 2022/2023                                                               |                    |                  |                  |                  |                  |             |             |                  |                  |                  |                  |               |               |               |                  |               |               |                |                |               |               |                |                |               |               |                |                |        |        |        |        |        |        |        |        |        |        |        |        |
| Frenštát HS106                                                                | Frenštát HS106     | Szczyrk HS104    | Szczyrk HS104    | Einsiedeln HS117 | Einsiedeln HS117 | Kranj HS109 | Kranj HS109 | Villach HS98     | Villach HS98     | Notodden HS98    | Notodden HS98    | Szczyrk HS104 | Szczyrk HS104 | Villach HS98  | Villach HS98     | Oberhof HS100 | Oberhof HS100 | Zakopane HS140 | Zakopane HS140 | punkty        | punkty        | punkty         | punkty         | punkty        | punkty        | punkty         | punkty         | punkty | punkty | punkty | punkty | punkty | punkty | punkty | punkty | punkty | punkty | punkty |        |
| 53                                                                            | 51                 | dq               | 74               | -                | -                | -           | -           | -                | -                | -                | -                | -             | -             | -             | -                | -             | -             | -              | -              | 0             | 0             | 0              | 0              | 0             | 0             | 0              | 0              | 0      | 0      | 0      | 0      | 0      | 0      | 0      | 0      | 0      | 0      | 0      |        |
| Sezon 2023/2024                                                               |                    |                  |                  |                  |                  |             |             |                  |                  |                  |                  |               |               |               |                  |               |               |                |                |               |               |                |                |               |               |                |                |        |        |        |        |        |        |        |        |        |        |        |        |
| Szczyrk HS104                                                                 | Szczyrk HS104      | Einsiedeln HS117 | Einsiedeln HS117 | Villach HS98     | Villach HS98     | Râșnov HS97 | Râșnov HS97 | Kandersteg HS106 | Kandersteg HS106 | Notodden HS98    | Notodden HS98    | Falun HS100   | Falun HS100   | Szczyrk HS104 | Szczyrk HS104    | Oberhof HS100 | Oberhof HS100 | Zakopane HS140 | Zakopane HS140 | punkty        | punkty        | punkty         | punkty         | punkty        | punkty        | punkty         | punkty         | punkty | punkty | punkty | punkty | punkty | punkty | punkty | punkty | punkty | punkty | punkty |        |
| -                                                                             | -                  | 57               | 58               | -                | -                | -           | -           | 67               | 47               | 44               | 56               | -             | -             | -             | -                | -             | -             | -              | -              | 0             | 0             | 0              | 0              | 0             | 0             | 0              | 0              | 0      | 0      | 0      | 0      | 0      | 0      | 0      | 0      | 0      | 0      | 0      |        |
| Sezon 2024/2025                                                               |                    |                  |                  |                  |                  |             |             |                  |                  |                  |                  |               |               |               |                  |               |               |                |                |               |               |                |                |               |               |                |                |        |        |        |        |        |        |        |        |        |        |        |        |
| Hinterzarten HS109                                                            | Hinterzarten HS109 | Frenštát HS106   | Frenštát HS106   | Szczyrk HS104    | Szczyrk HS104    | Kranj HS109 | Kranj HS109 | Villach HS98     | Villach HS98     | Einsiedeln HS117 | Einsiedeln HS117 | Otepää HS97   | Otepää HS97   | Otepää HS97   | Kandersteg HS106 | Notodden HS98 | Notodden HS98 | Falun HS100    | Falun HS100    | Szczyrk HS104 | Szczyrk HS104 | Eisenerz HS109 | Eisenerz HS109 | Oberhof HS100 | Oberhof HS100 | Zakopane HS140 | Zakopane HS140 | punkty |        |        |        |        |        |        |        |        |        |        |        |
| -                                                                             | -                  | -                | -                | -                | -                | -           | -           | -                | -                | -                | -                | -             | -             | -             | 62               | -             | -             | -              | -              | 59            | 52            | 48             | 50             | -             | -             | -              | -              | 0      |        |        |        |        |        |        |        |        |        |        |        |
| Legenda                                                                       |                    |                  |                  |                  |                  |             |             |                  |                  |                  |                  |               |               |               |                  |               |               |                |                |               |               |                |                |               |               |                |                |        |        |        |        |        |        |        |        |        |        |        |        |
| 1 2 3 4-10 11-30 poniżej 30 dq – dyskwalifikacja - − zawodnik nie wystartował |                    |                  |                  |                  |                  |             |             |                  |                  |                  |                  |               |               |               |                  |               |               |                |                |               |               |                |                |               |               |                |                |        |        |        |        |        |        |        |        |        |        |        |        |